# Expo 2000

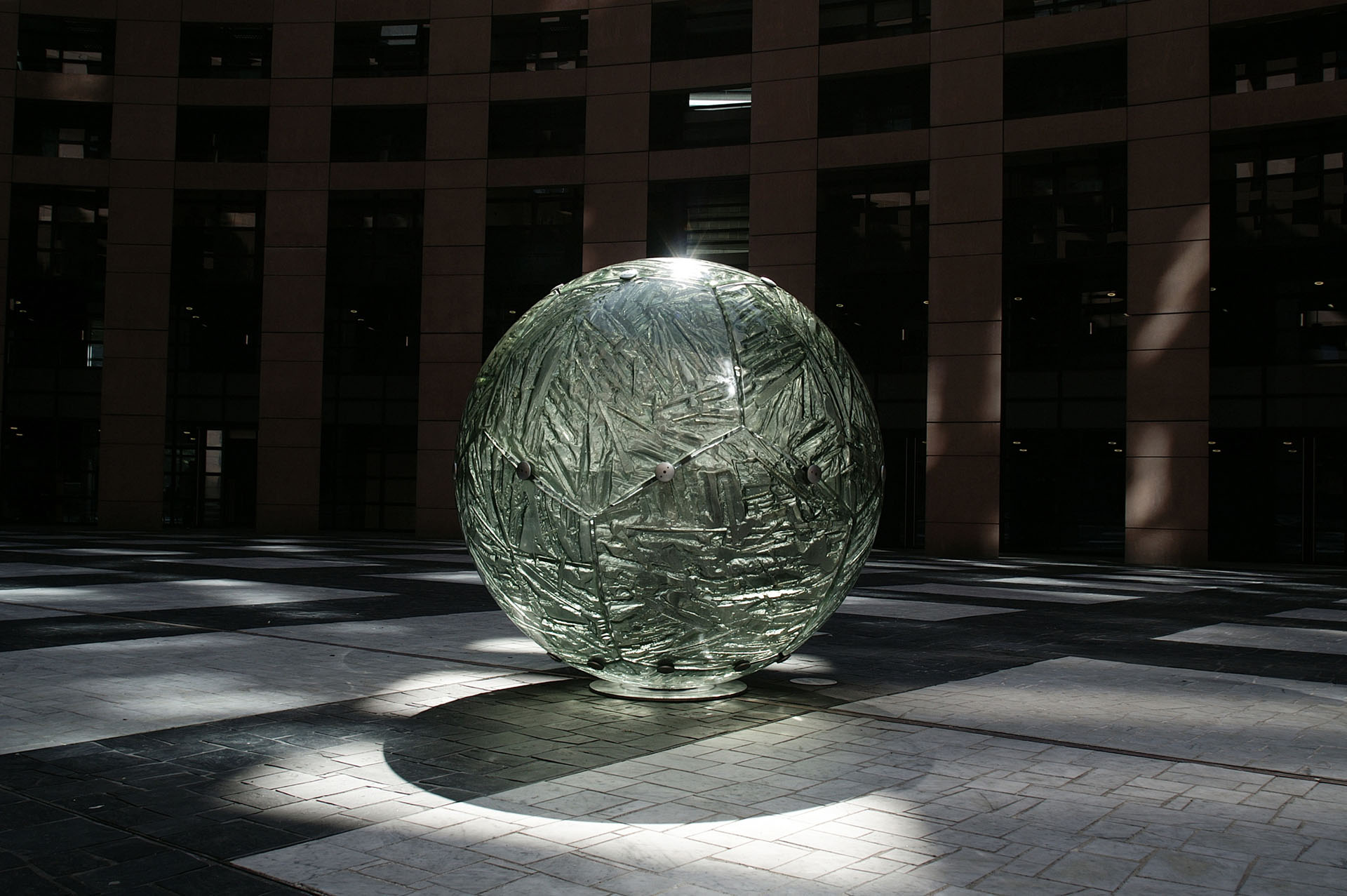
Szklana kula Tomasza Urbanowicza z EXPO 2000 w Parlament Europejski w Strasburgu

Expo 2000 – wystawa światowa, która odbyła się w 2000 roku w Hanowerze w Niemczech.
Głównym tematem Expo 2000 był „Człowiek-Przyroda-Technika”. Założeniem wystawy było pokazanie możliwości osiągnięcia równowagi między rozwojem techniki, życiem człowieka i naturą.

## Pawilon Polski
Polska brała udział w tej wystawie tak jak przedstawiciele 155 państw świata.
Wystrój polskiego pawilonu składał się ze scenografii opartej na polskiej tradycji XIX-wiecznych drewnianych dworków i miasteczek. Jako formę kontaktu ze zwiedzającymi przedstawiona na ekspozycji była Wirtualna Klara – animacja komputerowa postaci współczesnej dziewczyny. Powodzeniem cieszyły się także prezentacje regionalne. Każdy z regionów przedstawiał przez 5 dni swój własny program.
Polska ekspozycja była ozdobiona maskotką, którą był bocian- przebój całej wystawy.
Pawilon polski był jedynym, w którym dzieci otrzymywały maskotki bezpłatnie.
Dolnośląską prezentację przygotował zespół pod przewodnictwem Grzegorza Romana we współpracy ze Stowarzyszeniem na Rzecz Promocji Dolnego Śląska, Stowarzyszeniem Architektów Polskich oraz Związku Polskich Artystów Plastyków (Oddziały Wrocław). W ramach ekspozycji wybrani artyści z regionu przygotowali rzeźby ślężańskiego misia – niedźwiedzia stojącego od około 3 tysięcy lat blisko Wrocławia na szczycie góry Ślęży. Każdy z artystów przygotował rzeźbę we własnej technice. Tomasz Urbanowicz był autorem szklanego misia, który obecnie zdobi siedzibę Muzeum Karkonoskiego w Jeleniej Górze, a jego szklana kula, która na wystawie reprezentowała górę Ślężę, jest obecnie rzeźbą centralną w agorze budynku Parlamentu Europejskiego w Strasburgu.